# Jacek Bednarski
Jacek Bogusław Bednarski (ur. 12 marca 1939 w Krakowie, zm. 19 października 2008 we Wrocławiu) – polski szachista, mistrz międzynarodowy od 1964, z zawodu filozof i fizyk, działacz polityczny.

## Życiorys

### Wykształcenie
Ukończył studia na Wydziale Filozoficznym Uniwersytetu Jagiellońskiego. Wcześniej podjął studia z zakresu fizyki na Uniwersytecie Moskiewskim.

### Szachy
Zainteresował się szachami w wieku jedenastu lat, poznając tajniki gry z miesięcznika Szachy i podręcznika Tadeusza Czarneckiego. Nabył duże umiejętności taktyczne samodzielnie studiując partie Paula Morphy'ego. Z profesjonalnym treningiem szachowym zetknął się podczas studiów w Moskwie. Po powrocie do kraju szybko został jednym z czołowych polskich szachistów. W latach 1960–1979 piętnastokrotnie awansował do finałów indywidualnych mistrzostw Polski. W finałach rozgrywanych systemem kołowym nigdy nie zajął miejsca poza pierwszą siódemką, zdobywając cztery medale: złoty (1963), srebrny (1964) i dwa brązowe (1972 i 1975). Reprezentował Polskę w rozgrywkach drużynowych, m.in. pięciokrotnie na olimpiadach szachowych (w latach 1964, 1966, 1968, 1970, 1972) oraz  na drużynowych mistrzostwach Europy (w roku 1973).
Poza występami na olimpiadach Bednarski czternastokrotnie reprezentował kraj w meczach międzynarodowych oraz brał udział w ponad sześćdziesięciu turniejach międzynarodowych. W 1967 podzielił VII m. (wspólnie z Janem Donnerem) w bardzo silnie obsadzonym memoriale Capablanki w Hawanie, gdzie był bliski wypełnienia normy arcymistrzowskiej (zwyciężył Bent Larsen przed Markiem Tajmanowem, Wasilijem Smysłowem i Lwem Poługajewskim). W 1972 Bednarski zajął I miejsca w dwóch turniejach międzynarodowych, w Lublinie i Hradcu Kralovem. Trzykrotnie dzielił II miejsca w turniejach Rilton Cup w Sztokholmie (w edycjach 1976/77, 1978/79 i 1979/80).
W młodości Bednarski reprezentował agresywny, kombinacyjny styl gry, który z czasem ewoluował w kierunku gry pozycyjnej z wieloma dojrzałymi i nowatorskimi koncepcjami. Był uważany za szachowego erudytę i znawcę teorii, któremu w odniesieniu jeszcze większych sukcesów w grze praktycznej przeszkadzały chroniczne niedoczasy. Niemniej, był jednym z nielicznych polskich szachistów, którzy potrafili nawiązać wyrównaną walkę z najsilniejszymi szachistami świata. W swoim dorobku miał wygrane partie turniejowe z tak silnymi arcymistrzami jak Jefim Geller czy Ulf Andersson, a także z mistrzynią świata Noną Gaprindaszwili.
Najwyższy ranking w karierze osiągnął 1 stycznia 1975 r., z wynikiem 2425 punktów zajmował wówczas 2. miejsce (za Włodzimierzem Schmidtem) wśród polskich szachistów.

### Polityka
Na początku lat 90. należał do Unii Polityki Realnej. Do 1993 był przewodniczącym dolnośląskiego oddziału tego ugrupowania. W 1993 założył wraz z m.in. Sławomirem Żmudzińskim ugrupowanie Partia Konserwatywno - Radykalna "NURT", która nie odegrała istotnej roli na scenie politycznej. W wyborach samorządowych w 1994 ubiegał się o mandat radnego Wrocławia z ramienia komitetu PSL-Wrocławianie. W 2005 wstąpił do Samoobrony RP, z listy której bez powodzenia kandydował w wyborach do senatu w tym samym roku w okręgu wrocławskim.